# Wólka Grodziska (Basses-Carpates)
Pour les articles homonymes, voir Wólka Grodziska.
Wólka Grodziska est une localité polonaise de la gmina de Grodzisko Dolne, située dans le powiat de Leżajsk en voïvodie des Basses-Carpates.